# Bentornato Pinocchio
Bentornato Pinocchio è un film d'animazione italiano del 2007 diretto da Orlando Corradi, ispirato ai personaggi de Le avventure di Pinocchio di Carlo Collodi. Il lungometraggio, prodotto e distribuito da Mondo TV, si pone come un seguito ideale del racconto originario di Collodi, narrando le vicende future del celeberrimo burattino dopo essere diventato un bambino vero.
Alcuni anni prima si era già fatta una cosa simile, con I sogni di Pinocchio e Il mondo è magia - Le nuove avventure di Pinocchio.

## Trama
Pinocchio ormai è divenuto bravo dopo tutte le avventure passate, e la fata lo ha ricompensato trasformandolo in un ragazzo vero in carne e ossa: nella sua falegnameria, Geppetto ricorda quando Pinocchio era ancora di legno e fuggirono insieme dalla pancia del Pescecane. Poco dopo, entra una donna, inizialmente decisa a ordinare delle sedie da Geppetto, che vorrebbe far sposare il falegname con sua cugina.
Nel frattempo, Pinocchio è a scuola, e nonostante egli sia memore della fase della sua vita in cui era un ciuchino, è distratto durante le lezioni a causa dei suoi ricordi. Geppetto riceve intanto anche una visita dalla Fata Turchina, che gli dice di stare per partire per un lungo viaggio, e che la Maledizione dell'Omino di Burro incombe ancora su Pinocchio: se quest'ultimo si comporterà male, potrà ritornare burattino e addirittura ciuchino. Poco dopo si vedono il Gatto e la Volpe, i quali, con l'aiuto di un carabiniere-zombie di nome Arlecchino, di un robot e dello stesso Omino di Burro, decidono di andare al Polo Nord per rapire Babbo Natale e rubargli la slitta. La malvagia missione riesce, e Robot indossa i panni di Babbo Natale e Arlecchino quelli di un elfo suo aiutante. Tornati al paesino di Pinocchio, il robot e Arlecchino incontrano l'ex burattino, e Robot gli chiede di rubare i soldi della cassa della scuola, facendo un favore natalizio ai poveri del paese. Quella stessa notte, Pinocchio va a fare quanto gli è stato detto, senza però avvertire Geppetto. Quando però Pinocchio dà ad Arlecchino e al robot i soldi rubati, i due si smascherano e fuggono in sella alla loro slitta insieme al Gatto e alla Volpe, mentre il bambino, deriso dagli antagonisti per la sua ingenuità, ritorna poi burattino per il suo gesto.
Per rimediare al danno, Pinocchio decide di andare a casa della Fata Turchina, della cui assenza Geppetto non lo ha avvertito. Strada facendo, il burattino incontra un cagnolino che decide di adottare e chiamare Winner. Quando i due arrivano a casa della Fata, una giardiniera li avverte dell'assenza di quest'ultima; i due bussano quindi alla porta della casa del Grillo Parlante, ma è assente anche lui. Sulla strada del ritorno, Pinocchio e Winner incontrano un giostraio di nome Zingaro, che li porta con sé a una fiera itinerante; qui, Pinocchio, assunto da Zingaro come venditore di palloncini dopo che un mangiatore di fuoco gliene ha distrutti alcuni, va da una chiromante per sapere dov'è la Fata Turchina, ma Pinocchio non può avere informazioni dato che non ha abbastanza soldi. Intanto, nella sfera di cristallo, si vede la testa dell'Omino di Burro, e la chiromante tenta invano di avvertire Pinocchio.
Subito quest'ultimo ritrova l'Omino di Burro, che lo conduce nel Paese dei Balocchi per la seconda volta dicendogli che la Fata Turchina si trova lì. Di conseguenza, Pinocchio si trasforma nuovamente in ciuchino, ma questa volta riesce a sfuggire dalle grinfie dell'Omino di Burro dopo avergli dato un calcio e a scappare con l'aiuto di Winner. I due animali incontrano poi lo stesso tonno che aveva precedentemente aiutato il nostro eroe e Geppetto a uscire dalla pancia del Pescecane, e che rivela loro le malefatte del Gatto e della Volpe al Polo Nord. Successivamente, Pinocchio e Winner ritrovano il Grillo Parlante, a cui la Fata Turchina aveva affidato il compito di tenere Pinocchio lontano dai guai, e decidono di andare al Polo Nord col suo aiuto. Strada facendo, i tre incontrano il Cavaliere dei Principi Perduti, che decide di prendere con sé il ciuchino perché lo aiuti a trasportare i suoi sacchi, in quanto il suo cavallo Babà è stanco. Più tardi, il gruppo viene attaccato da dei briganti: uno di loro tenta di uccidere il Cavaliere, ma Pinocchio gli si para davanti e viene colpito al suo posto. Dopo la fuga dei briganti, il giorno dopo, il Cavaliere fugge e Pinocchio ritorna burattino, e una volta ripreso il viaggio raggiunge il Polo Nord a bordo di una cicogna; raggiunta la destinazione, egli salva il cucciolo di un'orsa polare, la quale segue i protagonisti.
Nel frattempo, Arlecchino intende sfruttare gli gnomi di Babbo Natale e forzare uno di loro a preparargli la colazione, ma gli orsi polari intervengono in tempo e riescono ad allontanare i cinque cattivi. Finalmente, la Fata Turchina riappare e punisce il Gatto, la Volpe, Arlecchino, Robot e l'Omino di Burro trasformandoli rispettivamente in quattro somari e un'enorme confezione di burro, che viene preso dai pescatori del paesino di Pinocchio e verrà usato per essere spalmato sul pesce per il pranzo dei poveri. Il Gatto e la Volpe (il primo con un paio di corna finte) vengono usati dal parroco del paesino per interpretare il bue e l'asinello del suo presepe vivente, mentre Robot e Arlecchino vengono comprati da Mangiafuoco.
Pinocchio guarda il loro spettacolo e si lamenta con Mangiafuoco del suo modo di maltrattare gli animali. Infastidito, il domatore prova a usare la violenza su di lui, ma gli asini intervengono in tempo per dargli un calcio e farlo finire in una grancassa. Finalmente, Pinocchio si ritrasforma in bambino e Babbo Natale ritorna a fare il suo lavoro al Polo Nord.

## Produzione
Scritto da Luciano Scaffa, Clelia Castaldo e Loris Peota, il film si avvale delle musiche di Franco Micalizzi, mentre per il comparto tecnico è stato utilizzato uno staff di animatori nordcoreani.

## Distribuzione
Il lungometraggio d'animazione è stato distribuito ufficialmente nelle sale cinematografiche italiane il 9 novembre 2007  da Moviemax.

### Doppiaggio
Bentornato Pinocchio è stato doppiato nello studio C.D. Cine Dubbing con Lucia Scalera alla direzione del doppiaggio. Federico Bebi e Mino Caprio prestano la voce rispettivamente a Pinocchio e Geppetto. È curioso notare che Caprio darà voce allo stesso Geppetto anche nella trasposizione animata di Enzo D'Alò del 2012.
Oltre a Mino Caprio, questo film ha anche altri doppiatori in comune col film di D'Alò: Federico Bebi (che qui doppia Pinocchio e lì Arturo) ed Emanuela Rossi (che qui doppia la Fata Turchina e lì la Colomba).

#### Edizione inglese
Il film gode anche di un doppiaggio in inglese ed è conosciuto all'estero come Welcome Back Pinocchio.

### Edizione home video
In Italia, il film è stato pubblicato in DVD dalla Mondo Home Entertainment a marzo 2008.
Bentornato Pinocchio non è la prima opera creata come seguito del romanzo di Collodi, dato che era già stato realizzato negli Stati Uniti un film d'animazione nel 1987 intitolato I sogni di Pinocchio, e poi nel 1999 Il mondo è magia - Le nuove avventure di Pinocchio.

## Accoglienza

### Incassi
In Italia ha incassato solamente 22.700 euro.

### Critica
Alcune testate hanno criticato negativamente la pellicola di Corradi, stroncandone le animazioni, reputate di infima qualità, il comparto musicale scadente e anche la trama confusionaria.
(Recensione de Il Morandini.)